# Asemeia aprepia
Asemeia aprepia är en fjärilsart som beskrevs av George Francis Hampson 1930. Asemeia aprepia ingår i släktet Asemeia och familjen mott. Inga underarter finns listade i Catalogue of Life.